# Néna Venetsánou
Iríni Venetsánou (en grec moderne : Ειρήνη Βενετσάνου), connue sous le nom de Néna Venetsánou (Νένα Βενετσάνου), est une chanteuse, autrice, compositrice et interprète  grecque ; elle est née à Athènes le 15 août 1955.
Elle commence à étudier le piano à l'âge de six ans, elle continue au conservatoire hellénique d'Athènes et d'Hermoupolis sur l’île de Syros. Elle étudie l'histoire de l'art et l'archéologie à l'université de Franche-Comté (Besançon) de 1973 à 1977, période pendant laquelle elle devient l’élève d’Irma Kolassi à Paris.
De retour en Grèce en 1977, elle reprend le contact avec la réalité grecque après la dictature et finalement, elle intègre des mouvements sociaux.
Elle commence sa carrière à Athènes en 1980 comme auteur-compositrice.
Le producteur Alekos Patsifas lui propose d'enregistrer pour sa compagnie Lyra, elle signe son premier contrat et elle devient une voix d'or pour la musique grecque. Ses disques, Néna Venetsánou chante Paul Éluard et La Boîte de Pandore deviennent des disques de référence pour le mouvement féministe.
Des nombreux et importants compositeurs l'engagent et écrivent pour sa voix et elle devient l'interprète par excellence de Manos Hadjidakis de 1980 jusqu'en 1994 en interprétant presque tout son répertoire et liant son nom avec l'effort du compositeur pour renouveler la vie culturelle de son pays ruinée par la dictature.
Des collaborations aux concerts et enregistrements avec Míkis Theodorákis, Nikos Mamangakis, Hélèni Karaïdrou, Christos Leondis, Notis Mavroudis, Lena Platonos et une pléiade de jeunes compositeurs, enrichissent son répertoire. Ses interprétations raffinées renouvellent la chanson grecque donnant une grande impulsion au style « entechno » - chant artistique à texte poétique - dans lequel Néna Venetsánou excelle.
Comme soliste elle a collaboré, chantant toujours son répertoire grec avec le Métropol Orchesta Utrecht, National Orchestra Moscou, National Orchestra Kiev, Ossipof Orchestra Moscou, Oxford Orchestra London, La Kamerata de Mégaron Mousikis d'Athènes, L'Orchestre de couleurs d'Athènes, l'Orchestre de ERT Radiotélévision Grecque, lL'Orchestre national d'Athènes, Les Solistes de Moscou, L'Orchestra du 21e siècle de Russie, l'Orchestre Radiophonique de Budapest.
Elle a passé dans des grandes salles comme : L'ancienne Tonhalle de Zurich, au Châtelet à Paris, au Palais des Beaux Arts à Bruxelles, à la Nova Opera de Moscou, à la Salle Pleyel, La Klein Comedie d'Amsterdam, dans la grande salle de Wrandembourge à Utrecht, à l'Opera de Toulon, au Paradiso à Amsterdam, à l'Opera d'Amsterdam, à la grande salle de la Cité Interdite de Pékin, au Théâtre d'Hérode Atticus à Athènes, au Théâtre antique d'Orange, au Stade de Wembley, de Barcelone, d'Athènes et dans le Stade antique d'Olympie, à l'ancien Théâtre d'Ephèse, au petit Théâtre antique d'Epidaure, à l'Opéra de Reims, à La Villa Kérylos etc.

## Discographie
- 1980 : Néna Venetsánou chante Paul Éluard et six chansons grecques, musique de Néna Venetsánou
- 1981 : Télos den éxei to tragoúdi, compilation des chansons des années 60, dir. et arrang. Tassos Karakastanis
- 1983 : To koutí tis Pandoras, musique de Néna Venetsánou sur des poèmes des femmes Galatia Kazandjaki, María Polydoúri, Aimilia Daphni, Betty Komninou, Stella Chryssoulakis, Myrtiotissa
- 1983 : Tou érota kai tou páthous, 13 chansons espagnoles de Lorca orchestrées par Níkos Mamangákis
- 1983 : Les Ballades de la rue Athenas de Mános Hadjidákis
- 1985 : Odysseia de Nikos Mamangakis - Níkos Kazantzákis
- 1986 : Erotokritos de Nikos Mamangakis - Vicenzos Kornaros
- 1987 : Éros anikate mahan de Notis Mavroudis, sur les vers de l'anthologie palatine traduits par Hélias Petropoulos
- 1988 : Ta korítsia tis kyriakís (Les Filles du dimanche) de Mihalis Terzis
- 1991 : Sappho de Mytilène d'Angélique Ionatos
- 1993 : Un pont del Mar Blava de Lluís Llach
- 1995 : Eikones Venetsanou, Hadjidakis, Mamangakis, Théodorakis
- 1996 : Póleis tou nótou, musique Néna Venetsánou, poésie de Bety Komninou
- 1996 : Néa gy, musique Néna Venetsánou, poésie Odysséas Elytis, Euripide, Nikos Kavadias, Dionysios Solomos, Betty Komninou, Nina Nahmia, avec la participation de Michel Montanaro
- 1998 : Agéron Echos Theatrou, étude sur la naissance du théâtre grec antique, travail sur le rôle de Clytemnestre, avec la tragédienne Ioanna Gavakou
- 1998 : Argonáphtes de Hélias Andiopoulos - Georges Seferis
- 1999 : Néna Venetsánou chante Mános Hadjidákis (Mythologie, Noces de sang, Odos oneiron, Hísyhes méres tou Avgoústou, O tachydrómos, Hártino to fegaráki)
- 2000 : Zeimbékiko laikés prosefhés (Prières profanes)
- 2000 : Néna Venetsánou chante Míkis Theodorákis (Les 10 Éluard sur des poèmes de Paul Éluard et Épitaphe de Yannis Ritsos), au piano Helena Mousalas et Sarantis Kassaras
- 2001 : To prósopo tis Agápis de Kalliópi Tsoupaki, au piano Vassilis Tsambropoulos
- 2003 : Eva Kotamanidou lit Georges Sarantaris, sur des musiques de Néna Venetsánou et de Stavros Agianniotis
- 2003 : Kafé Gréco, musique Néna Venetsánou. Histoire des cafés sur des poèmes d'Odysséas Elytis, Betty Komninou, Manos Eleutheriou, Théodore Poallas, Georges Chronas, Zoé Karelli, Marinos Roméos Kalotyhos
- 2008 : Prosanatolismoí (Orientations) de Hélias Andriopoulos - Odysséas Elytis, au piano Andonis Aniséngos
- 2012 : Taxidévontas me tin Argó de Yiannis Tantsis - Georges Tsitroulis
- 2012 Le bourgeois Gentillome de Dimitris Lekkas
- 2013 To Mystiko tou Kosmou de Dimitris Livanos
- 2014   I Megali Himera  de Catherina Polemi
- 2015 To Vorino Parathyro de Mihali Terzi
- 2017  I Pigi ton Thavmaton de Giorgos Stavrianos
- 2017  O Ponos Olou tou Kosmou de Pigi Lykoudi
- 2018 Anemoyialos de Linos Kokotos
- 2018 Periteteia de Dimitris Arnaoutis

### Collaborations
- Lluís Llach : Un pont de Mar Blava (1993)

## Récompenses
- Prix de l'académie Charles-Cros en 1991
- Prix du Bureau international de la paix en 1992
- Chevalier dans l’ordre des Arts et des Lettres en 2010[1].